# Carl Oliver
Carl Oliver Jr. (ur. 30 stycznia 1969 na Andros) – bahamski lekkoatleta (sprinter), medalista olimpijski z 2000.
Wystąpił w sztafecie 4 × 400 metrów na mistrzostwach świata w 1995 w Göteborgu, lecz drużyna Bahamów (w składzie: Troy McIntosh, Dennis Darling, Timothy Munnings i Oliver odpadła w eliminacjach.
Na igrzyskach olimpijskich w 1996 w Atlancie sztafeta 4 × 400 metrów Bahamów w składzie: Oliver, McIntosh, Darling i Munnings zajęła w finale 7. miejsce. Oliver wystąpił na tych igrzyskach również w biegu na 400 metrów, w którym odpadł w przedbiegach.
Zdobył złoty medal w sztafecie 4 × 400 metrów na mistrzostwach Ameryki Środkowej i Karaibów w 1999 w Bridgetown, a w biegu indywidualnym na 400 metrów zajął 5. miejsce. Na mistrzostwach świata w 1999 w Sewilli bahamska sztafeta 4 × 400 metrów w składzie: Munnings, McIntosh, Oliver i Chris Brown zajęła w finale 7. miejsce, ale po późniejszej dyskwalifikacji zwycięskiej sztafety Stanów Zjednoczonych ze względu na stosowanie dopingu przez jednego z jej członków Antonio Pettigrewa została przesunięta na 6. miejsce.
Na igrzyskach olimpijskich w 2000 w Sydney zdobył wraz z kolegami brązowy medal w sztafecie 4 × 400 metrów (w składzie: Avard Moncur, McIntosh, Oliver i Brown). Sztafeta z Bahamów ukończyła bieg finałowy na 4. miejscu, ale późniejsza dyskwalifikacja Pettigrewa sprawiła, że została uznana zdobywcę brązowego medalu. Na mistrzostwach świata w 2001 w Edmonton Oliver wystąpił w biegu eliminacyjnym sztafety 4 × 400 metrów. W finale zastąpił go Brown, a zespół Bahamów zdobył złoty medal. Oliver był członkiem sztafety 4 × 400 metrów, która została zdyskwalifikowana w biegu eliminacyjnym na halowych mistrzostwach świata w 2003 w Birmingham. Zdobył wraz z kolegami złoty medal w tej konkurencji na mistrzostwach Ameryki Środkowej i Karaibów w 2003 w Saint George’s, a na mistrzostwach świata w 2003 w Paryżu po raz kolejny pobiegł tylko w biegu eliminacyjnym sztafety 4 × 400 metrów (Bahamy zdobyły w finale brązowy medal).
Rekordy życiowe:
| Konkurencja        | Data i miejsce         | Wynik |
| ------------------ | ---------------------- | ----- |
| bieg na 300 metrów | 30 lipca 2001, Calgary | 33,15 |
| bieg na 400 metrów | 9 czerwca 1996, Meksyk | 45,69 |